# Edelényi Vivien
Edelényi Vivien (Dombóvár, 1987. január 16. –) magyar színésznő.

## Életpályája
1987-ben született Dombóváron. 2005–2008 között a Shakespeare Színművészeti Akadémia tanulója volt. 2008–2009-ben a debreceni Csokonai Színház stúdiósa volt. 2015-ben diplomázott a Debreceni Református Hittudományi Egyetemen. 2016–2019 között a Színház- és Filmművészeti Egyetem drámaintruktor szakos hallgatója volt. 2012-től a debreceni Csokonai Színház tagja.

## Fontosabb színházi szerepei
- Presser Gábor – Sztevanovity Dusán: A padlás – Süni
- Menchell – Black – Wildhorn: Bonnie & Clyde – Stella
- Verona, 1301 – Júlia, Lőrinc barát, Benvolio
- Szabó Magda: Az ajtó – Sutu
- F. M. Dosztojevszkij: Idióta – Alekszandra/Kolja
- Mikó Csaba: Az ifjú Mátyás – Katalin

## Filmes és televíziós szerepei
- Oltári csajok (2017)